# Achim (Volfembutel)
Achim é um município da Alemanha localizado no distrito de Volfembutel, estado da Baixa Saxônia.
Pertence ao Samtgemeinde  de Oderwald.